# Лангур на Хосе
Лангур на Хосе (Presbytis hosei) е вид бозайник от семейство Коткоподобни маймуни (Cercopithecidae). Видът е световно застрашен, със статут Уязвим.

## Разпространение
Разпространен е в Бруней, Индонезия (Калимантан) и Малайзия (Сабах).